# Methia dubia
Methia dubia är en skalbaggsart som beskrevs av Linsley 1940. Methia dubia ingår i släktet Methia och familjen långhorningar. Inga underarter finns listade i Catalogue of Life.